# Masaki Kobayashi
Masaki Kobayashi (小林 正樹, Kobayashi Masaki; Otaru, 14 februari 1916 – Tokio, 4 oktober 1996) was een Japans filmregisseur. Hij is de regisseur van onder andere Kaidan en Seppuku, die beiden de juryprijs op het filmfestival van Cannes in de wacht wisten te slepen. Daarnaast regisseerde hij The Human Condition-trilogie, waarin het effect van de Tweede Wereldoorlog op een Japanse pacifist wordt weergegeven. De totale lengte van deze trilogie is meer dan negen uur. Door zijn successen in binnen- en buitenland was hij een kandidaat om de Japanse scènes van Tora! Tora! Tora! te regisseren. Uiteindelijk werden Kinji Fukasaku en Toshio Masuda gekozen om dit te doen.

## Filmografie
- 1952: My Sons' Youth (Musuko no seishun)
- 1953: The Thick-Walled Room (Kabe atsuki heya)
- 1953: Sincerity (Magokoro)
- 1954: Three Loves (Mittsu no ai)
- 1954: Somewhere Under the Broad Sky (Kono hiroi sora no dokoka ni)
- 1955: Beautiful Days (Uruwashiki saigetsu)
- 1956: The Spring (Izumi)
- 1956: I'll Buy You (Anata kaimasu)
- 1957: Black River (Kuroi kawa)
- 1959–1961: The Human Condition-trilogie (Ningen no jōken)
- 1962: The Inheritance (Karami-ai)
- 1962: Seppuku (Harakiri)
- 1964: Kaidan (Kwaidan)
- 1967: Samurai Rebellion (Jōi-uchi: Hairyō-tsuma shimatsu)
- 1968: Hymn to a Tired Man (Nihon no seishun)
- 1971: Inn Of Evil (Inochi bô ni furô)
- 1975: The Fossil (Kaseki)
- 1979: Glowing Autumn (Moeru aki)
- 1983: Tokyo Trial (Tokyo saiban)
- 1985: Family Without a Dinner Table (Shokutaku no nai ie)

- Bibsys: 99029594
- Biblioteca Nacional de España: XX1544501
- Bibliothèque nationale de France: cb13994165t (data)
- Catàleg d'autoritats de noms i títols de Catalunya: 981058523695506706
- CiNii: DA10611394
- Gemeinsame Normdatei: 118723901
- International Standard Name Identifier: 0000 0001 2276 5379
- Library of Congress Control Number: no95055912
- Bibliotheek van het Japanse parlement: 00624108
- Nationale Bibliotheek van Tsjechië: pna2007389360
- Nationale bibliotheek van Australië: 35262519
- Nationale Bibliotheek van Israël: 987007574176305171
- Nationale Bibliotheek van Polen: a0000002703826
- Nederlandse Thesaurus van Auteursnamen: 071480471
- SNAC: w63k7j9x
- Système universitaire de documentation: 066869048
- Trove: 887561
- Virtual International Authority File: 12501175
- WorldCat: E39PBJcwGgtXCRJmFqGyCkGyh3